# Утакмице фудбалске репрезентације Мађарске 1909.
| Домаћин · 1909 | Гост · 1909 |

Фудбалска репрезентација Мађарске је током 1909. године одиграла шест утакмица. Нарочито су две утакмице против Енглеске биле поразне, резултати су били 2 : 4 и 2 : 8 за Енглезе. Од шест мечева репрезентација је остварила три ремија, два пораза и једну победу.
- Савезни капетан репрезентације: Фриђеш Миндер

## Утакмице
| Мађарска                                  | 3 : 3 (2 : 2) | Немачка                   |
| ----------------------------------------- | ------------- | ------------------------- |
| Борбаш 4’ · Шлосер 28’ · Карољ Короди 60’ | Извештај      | Ворпицки 7’ 33’ · Уги 69’ |

| Аустрија                      | 3 : 4 (2 : 2) | Мађарска                      |
| ----------------------------- | ------------- | ----------------------------- |
| Л. Нојбер 9’ 57’ · Шмигер 20’ | Извештај      | Шлосер 35’ 54’ 73’ · Биро 37’ |

| Мађарска                           | 2 : 4 (1 : 3) | Енглеска                                  |
| ---------------------------------- | ------------- | ----------------------------------------- |
| Акош Кешмарки 44’ · Јожеф Грос 72’ | Извештај      | Бриџет 5’ · Вудвард 39’ 79’ · Флеминг 42’ |

| Мађарска  | 1 : 1 (1 : 1) | Аустрија  |
| --------- | ------------- | --------- |
| Борбаш 2’ | извештај      | Шренк 17’ |

| Мађарска                 | 2 : 8 (0 : 5) | Енглеска                                                |
| ------------------------ | ------------- | ------------------------------------------------------- |
| Шлосер 50’ · Месарош 77’ | Извештај      | Флеминг 3’ 44’ · Вудвард 12’ 36’ 55’ 58’ · Холи 17’ 89’ |

| Мађарска      | 2 : 2 (1 : 1) | Аустрија      |
| ------------- | ------------- | ------------- |
| Шлосер 6’ 48’ | Извештај      | Шмигер 5’ 62’ |

Састав репрезентације Мађарске на 19. утакмици
Ласло Домонкош, Ђула Румболд, Оскар Сендре, Ђула Биро, Шандор Броди, Горски Тивадар, Бела Шебешћен, Бела Кремпелш, Карољ Короди, Имре Шлосер, Гашпар Борбаш
- Селектор: Миндер[2]

Састав репрезентације Мађарске на 20. утакмици
Ференц Бихари, Ђула Румболд, Оскар Сендре, Ђула Биро, Шандор Броди, Антал Ваго, Бела Шебешћен, Вилмош Кертес, Карољ Короди, Имре Шлосер, Гашпар Борбаш
- Селектор: Миндер[3]

Састав репрезентације Мађарске на 21. утакмици
Ференц Бихари, Ференц Манглиц Бела Ревес, Јанош Вајнбер, Јене Карољ, Иштван Кањаурек, Ференц Вајс, Јанош Ференц Њилаш, Акош Кешмарки, Тот Потја, Јожеф Грос
- Селектор: Миндер[4]

Састав репрезентације Мађарске на 22. утакмици
Ференц Бихари, Ђула Румболд, Оскар Сендре, Ђула Биро, Шандор Броди, Антал Ваго, Бела Шебешћен, Вилмош Кертес, Карољ Короди, Имре Шлосер, Гашпар Борбаш
- Селектор: Миндер[5]

Састав репрезентације Мађарске на 23. утакмици
Ференц Бихари, Ђула Румболд, Оскар Сендре, Ђула Биро, Јене Карољ, Антал Ваго, Ђула Фекетехази, Ференц Вајс, Имре Шлосер, Арпад Месарош, Гашпар Борбаш
- Селектор: Миндер[6]

Састав репрезентације Мађарске на 24. утакмици
Ференц Бихари, Ђула Румболд, Оскар Сендре, Ђула Биро, Јене Карољ, Тивадар Горски, Бела Шебешћен, Ђерђ Хлаваи, Акош Кешмарки, Имре Шлосер, ференц Вајс
- Селектор: Миндер[7]

## Играчи репрезентације
| - Гашпар Борбаш - Имре Шлосер - Ђула Румболд - Јене Карољ - Шандор Броди - Јанош Вајнбер - Ференц Вајс - Миндер Фриђеш, селектор |